# Kurt Sydow
Kurt Sydow (* 6. Juni 1908 in Stettin. Westpommern, Deutsches Reich; † 7. Juni 1981 in Osnabrück) war ein deutscher Violinist, Musikpädagoge, Komponist, Musikwissenschaftler, Dozent, Hochschulrektor und Autor.

## Familie
Kurt Sydow wurde als Kind des Ingenieurs Carl Heinrich Sydow (* 17. November 1866 in Berlin; † 13. März 1944 in Stettin-Frauendorf) und dessen Ehefrau Wilhelmine Marie Dorothee, geb. Schanzenberg (* 2. März 1876 in Bremen), geboren. Seine Eltern hatten am 6. Juni 1900 in Bremen geheiratet.
Kurt Sydow heiratete im Jahr 1936 Anni Hahn (1914–2003). Aus der Ehe gingen ein Sohn (Heinrich) und drei Töchter hervor.

## Schule und Studium

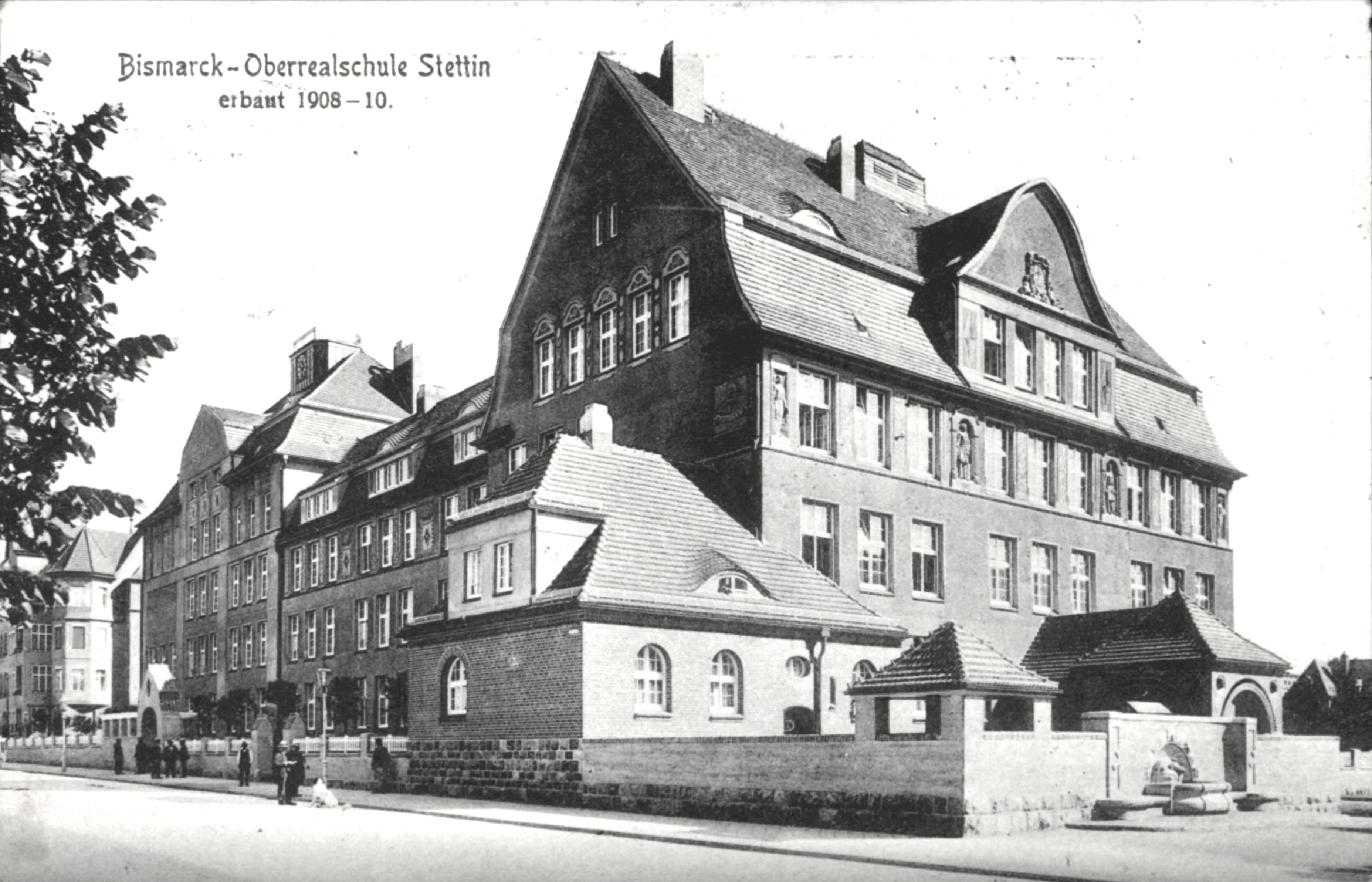
Die Bismarck-Oberrealschule zu Stettin besuchte Kurt Sydow von 1914 bis 1924

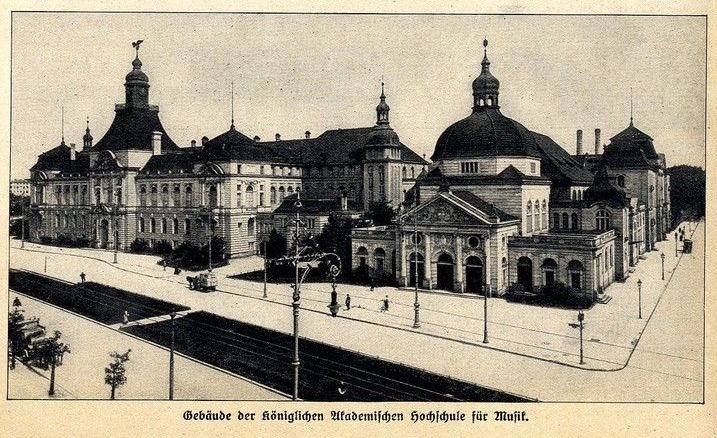
An der Berliner HfM besuchte Sydow von 1927 bis 1929 die Meisterklasse von Josef Wolfsthal

In seiner Heimatstadt Stettin besuchte Kurt Sydow von 1914 bis 1924 die Bismarck-Oberrealschule. Anschließend studierte er von 1925 bis 1927 an der Orchesterschule in Berlin, dann von 1927 bis 1929 an der Hochschule für Musik in der Hardenbergstraße in Berlin bei dem österreichischen Violinisten Josef Wolfsthal (1899–1931), dessen Meisterklasse er angehörte.

## Wirken

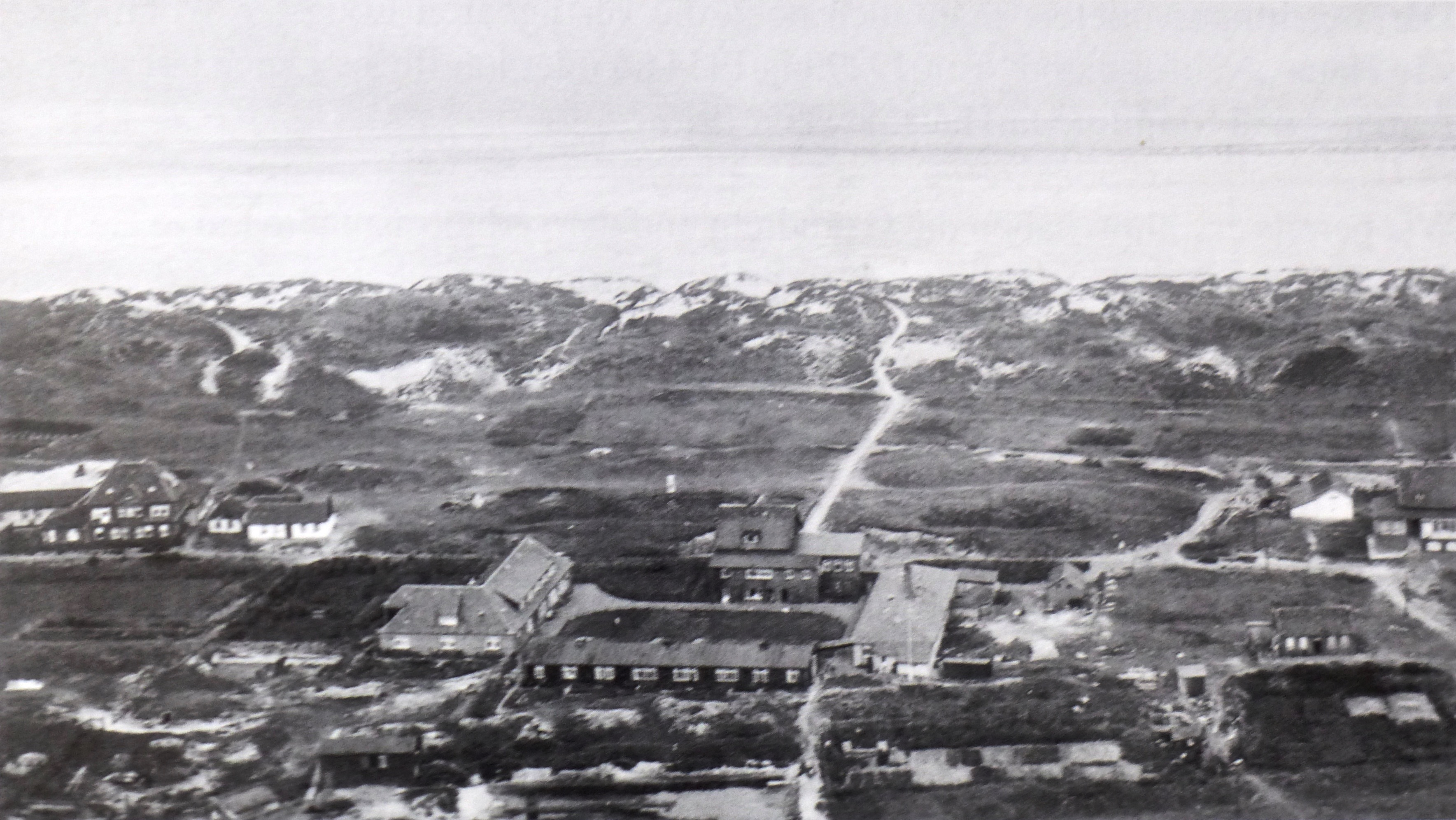
Schule am Meer im Loog der Nordseeinsel Juist, 1929

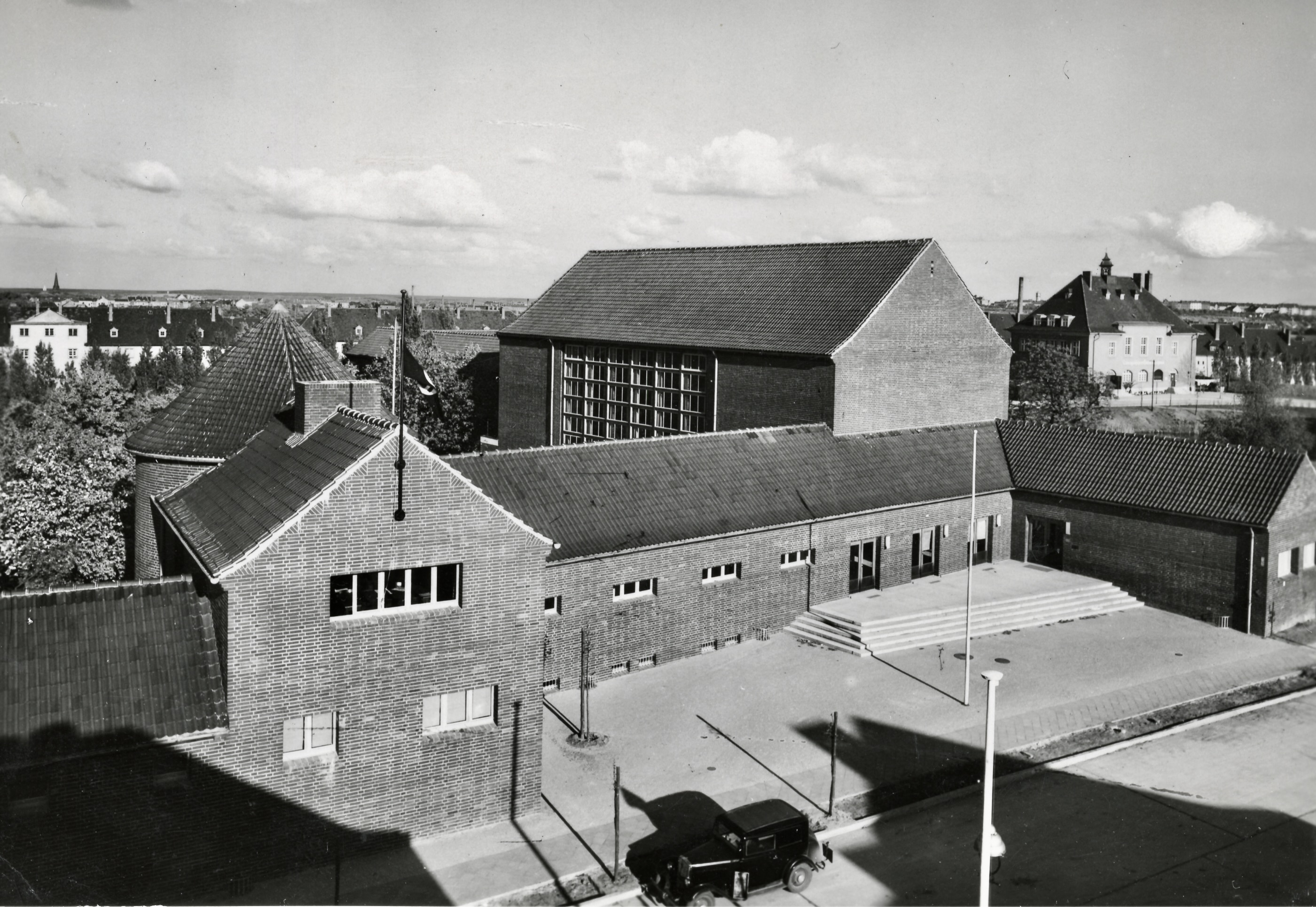
Musikheim in Frankfurt (Oder), 1929

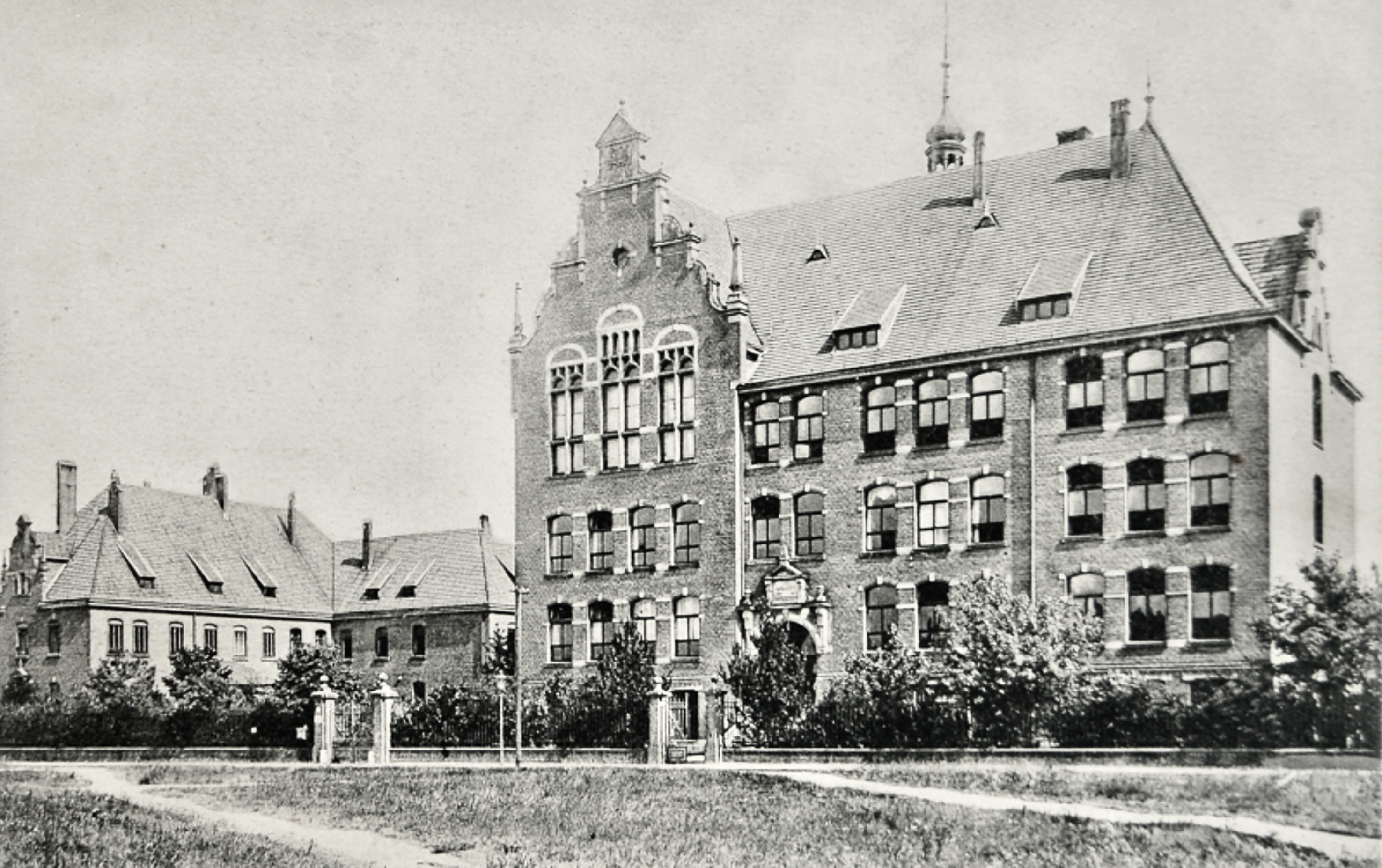
Conradinum in Danzig-Langfuhr

Als er Herbert Just (1898–1975), den Leiter der Musikantengilde (um Fritz Jöde) in Berlin, während eines Musikfestes des Instrumentenbauers Arnold Dolmetsch in England kennenlernte, empfahl ihm dieser, sich für eine Lehrtätigkeit an dem reformpädagogischen und stark musisch ausgerichteten Landerziehungsheim Schule am Meer auf der ostfriesischen Nordseeinsel Juist zu bewerben. Dort wirkte Sydow dann von 1929 bis 1932 als Musikerzieher und arbeitete unter anderen mit Rudolf Aeschlimann, Fritz Hafner, Walter Jockisch, Friedrich Könekamp, Martin Luserke, Heinrich Meyer, Anni und Paul Reiner, Günther Rönnebeck, Erna Vohsen und Eduard Zuckmayer zusammen.
Durch Martin Luserke (1880–1968) wurde Sydow maßgeblich geprägt. Mit Eduard Zuckmayer (1890–1972) blieb er auch nach dessen Berufsverbot und Emigration in Kontakt, darüber hinaus mit seinen Kolleginnen Helene Aeschlimann (1893–1988) und Gisela Günther (1905–1985, verheiratete Zuckmayer) sowie den Schülerinnen Maria Becker (1920–2012), Ursula Luserke (1910–1987), Eva de Marcos (* 1910) und Eva Verena Schloffer, geb. Gross (1910–2005).
In den Jahren 1932 bis 1939 war Sydow am Musikheim in Frankfurt (Oder) unter Georg Götsch tätig. Während dieser Zeitspanne trat er 1937 der NSDAP bei. Diesen Schritt habe er bereits Anfang November 1938 bereut, als die Pogrome gegen jüdische Menschen, ihre Wohnungen, ihren Besitz, ihre Ladengeschäfte und gegen Synagogen stattfanden.
Neben Georg Götsch und Sydow waren beispielsweise Erich Bitterhof (1915–1995), Klaus Borries (1903–1990), Karl Gofferje (1893–1966), Hans Grosser, Ludwig Kelbetz (1905–1943), Eduard Meier-Menzel (1887–1958), Walter Neumerkel, Walter Praetorius, Gisela Reiners und Konrad Weitzel als feste Musikheim-Mitarbeiter tätig. Bekanntester Gastdozent war wohl Carl Orff (1895–1982). Als weiterer Gastdozent wirkte der Brite Henry Rolf Gardiner (1902–1971; Vater des Dirigenten John Eliot Gardiner). Er lehrte den figurenreichen britischen Kontratanz, Morris- und Schwertertanz. Damit prägte er maßgeblich die durch Erich Bitterhof betreute Tanzausbildung, der am Musikheim große Bedeutung zukam. Ein anderer Gastdozent war Martin Luserke, der Darstellendes Spiel lehrte, das am Musikheim einen hohen Stellenwert besaß, primär betreut durch Kurt Sydow.
An der Schule am Meer und am Musikheim zählte Jens Rohwer zu seinen begabten Schülern.
1939 wurde Sydow Musiklehrer am Conradinum in Danzig-Langfuhr, nach Kriegsbeginn jedoch zur Wehrmacht eingezogen. Auf Vermittlung von Herbert Just, der von Oktober 1943 bis Oktober 1944 im Rang eines Kapitänleutnants M.A. als Chef der Führungsabteilung III im Wehrgeistigen Führungsstab (WF) der Kriegsmarine fungierte, konnte Sydow 1944 zur Wehrbetreuung (Truppenbetreuung) der Kriegsmarine wechseln, bei der er sich für die musische Bildung der Marinesoldaten einsetzte. Durch diese Tätigkeit lernte er beispielsweise den Musikwissenschaftler Wilhelm Ehmann, den Komponisten Wolfgang Fortner und den Musikpädagogen Felix Oberborbeck kennen.
In der Nachkriegszeit agierte er von 1945 bis 1947 als Konzertmeister am Stadttheater Weimar, während das dortige Nationaltheater wiederaufgebaut wurde. 1948 war er Dozent für Musik und Musikerziehung an der vorübergehend eingerichteten Pädagogischen Hochschule Bederkesa, dann von 1948 bis 1955 Dozent für Musikerziehung und Darstellendes Spiel an der Pädagogischen Hochschule Göttingen. Daneben war er als Orchester-, Chor- und Singeleiter aktiv, unter anderem von 1949 bis 1950 bei der Akademischen Orchestervereinigung Göttingen.
1955 wurde er Professor an der Pädagogischen Hochschule Celle/Osnabrück (Adolf-Reichwein-Hochschule), die er von 1962 bis 1963 als Direktor bzw. von 1963 bis 1965 als Rektor leitete. Seine Emeritierung erfolgte 1973. Walter Heise wurde an der neugegründeten Universität Osnabrück sein Lehrstuhlnachfolger.
Kurt Sydow verstarb einen Tag nach seinem 73. Geburtstag. Er wurde auf dem Heger Friedhof in Osnabrück beigesetzt.

## Funktion
- 1962 bis 1963 Direktor der Pädagogischen Hochschule Osnabrück (Adolf-Reichwein-Hochschule)
- 1963 bis 1965 Rektor derselben PH (identische Funktion, lediglich neu bezeichnet)

## Engagements (Auswahl)
- Im Freideutschen Kreis, einer nach dem Zweiten Weltkrieg formierten losen Dachorganisation von Aktiven der Jugendbewegung, wurde Kurt Sydow durch seine Mitarbeit bei der Gestaltung des 1980 in Osnabrück durchgeführten Konvents bekannt; er gestaltete dazu eine Ausstellung über Martin Luserke.[23]

## Werke
- Jenseits des Bergs ist große Not. Roggenreiter. Potsdam 1934
- Kanons getanzt! Gesellschaft der Freunde des Musikheims. Frankfurt (Oder) 1936
- Das Instrumentenspiel. Hanseatische Verlagsanstalt. Hamburg 1936
- Die Goldharfe. Hanseatische Verlagsanstalt. Hamburg 1938
- Weltliches Laienspiel. Wissenschaftliche Verlagsanstalt. Schroedel. Hannover 1950
- Die fröhlichen Kürbisse. Höfling. München 1950
- Worte über die Musik. Möseler. Hamburg 1952
- Der fliegende Koffer. Bärenreiter. Kassel 1952
- Wege elementarer Musikerziehung. Bärenreiter. Kassel 1955
- Eduard Zuckmayer zum 70. Geburtstag. In: Musik im Unterricht, 1960, S. 264–265.
- Musik in Volksschule und Lehrerbildung : Ein Tagungsbericht. Bärenreiter. Kassel 1961
- Sprache und Musik. Vorträge und Berichte aus der zweiten Tagung Musik in Volksschule und Lehrerbildung. Möseler. Hamburg 1966
- Musikhören und Werkbetrachtung in der Schule – Musikpädagogisches Forum Gießen 1968. Möseler. Wolfenbüttel 1970
- Die Lebensfahrt eines großen Erzählers – Martin Luserke (1880–1968). In: Jahrbuch des Archivs der deutschen Jugendbewegung 12 (1980). ISBN 978-3-88551-004-8.
- Gischt auf den Wellen. Aus der Welt- und Lebensschau des Dichters Martin Luserke. 1980, ISBN 2-00-911008-0.
- Archiv der Jugendmusikbewegung (Hrsg.): Die Deutsche Jugendmusikbewegung in Dokumenten ihrer Zeit von den Anfängen bis 1933. Auswahl und Zusammenstellung der Dokumente, Wilhelm Scholz und Waltraut Jonas-Corrieri, unter Mitwirkung von Heinrich Schumann und Kurt Sydow. Möseler. Wolfenbüttel 1980, ISBN 978-3-7877-3930-1.